# 森久子
森 久子（もり ひさこ、1964年5月4日 - ）は神奈川県・逗子市出身の元女子バドミントン選手である。現姓は小田。

## 人物
- 青山学院大学卒。1986年全日本学生選手権のシングルス優勝。
- 陣内貴美子とコンビを組んで1988年から1990年まで、全日本社会人バドミントン選手権大会と全日本総合バドミントン選手権大会で優勝[3]。1991年全英選手権のダブルスで準優勝[4]。1992年のバルセロナオリンピックベスト16になった。
- 現在はヨネックスの社員として、バドミントン教室や普及発展に尽力している。